# Uummannaq Helistop
Uummannaq Helistop (IATA: UMD, ICAO: BGUM) er et grønlandsk helistop beliggende i Uummannaq med et asfaltlandingsområde på 60 m x20 m. I 2008 var der 5.073 afrejsende passagerer fra helistoppet fordelt på 1.251 starter (gennemsnitligt 4,06 passagerer pr. start).
Uummannaq Helistop drives af Mittarfeqarfiit, Grønlands Lufthavnsvæsen. Statens Luftfartsvæsen fører tilsyn med helistoppet.